# Laurelville

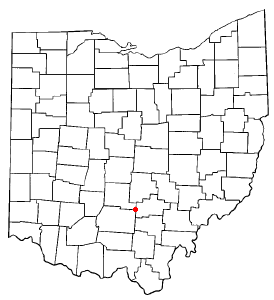
Laurelville na planie stanu Ohio

Laurelville – wieś w USA, w hrabstwie Hocking, w stanie Ohio.
Według danych z 2000 roku wieś miała 533 mieszkańców.